# Alex George (botánico)
Alexander Segger George (East Fremantle, Australia, 4 de abril de 1939) es un botánico de Australia Occidental. Es especialista en las especies de los géneros Banksia y Dryandra.

## Biografía
En 1957, se integra al Herbario de Australia Occidental en Perth como asistente de laboratorio a los dieciocho años.
En 1963, se diploma de Bachiller de Artes en la Universidad de Australia Occidental y al año siguiente una especialización (mayor) en Botánica. Sigue como botánico en el Herbario de Australia Occidental.
En 1968 es destacado como oficial de enlace de la Botánica Australiana en el Real Jardín Botánico de Kew, en Londres.
George se especializa en orquídeas, mas su interés se dirige progresivamente hacia los géneros Banksia y Dryandra de la familia de las Proteaceae.
Contribuye en la obra de Celia Rosser en tres volúmenes: The Banksias, publicada entre 1981 y 2001, que contiene las ilustraciones pictóricas de Rosser sobre cada especie de Banksia.
En 1981, publica su monografía, El género Banksia L.f. (Proteaceae), primer tratamiento sistemático de la taxonomía de Banksia después de la Flora Australiensis de George Bentham publicada en los años 1870. Tres años más tarde, publica el popular The Banksia Book, y al año siguiente An Introduction to the Proteaceae of Western Australia.
En 1999, su taxonomía de los géneros Banksia y Dryandra se publica en el cuadro de la serie de monografías Flora of Australia.
De 1981 a 1993, George vive en Canberra donde trabaja como redactor en jefe para la serie Flora de Australia.
Luego reside de nuevo en Perth donde es consultor botánico y editor. Está igualmente asociado como investigador honorario en el "Herbario de Australia Occidental; y es profesor asociado adjunto en la "Escuela de Ciencias Biológicas de la Universidad Murdoch.
También se interesa en la historia y particularmente en biografías históricas de naturalistas de Australia Occidental. Ha publicado numerosos artículos en tal tema, como una historia de la "Sociedad Real de Australia Occidental", y un homenaje a la naturalista e historiadora Rica Erickson (1908-2009).
En 1999, publica un libro sobre las colecciones naturalistas de William Dampier en Australia Occidental titulao William Dampier in New Holland : Australia's First Natural Historian.

## Algunas publicaciones
Lista incompleta, no incluye los numerosos volúmenes de la Flora de Australia donde fue redactor en jefe.
- Orchids of Western Australia, 1969

- A New Eucalypt from Western Australia, 1970

- A List of the Orchidaceae of Western Australia, 1971

- Flowers and Plants of Western Australia, 1973

- The Genus Banksia, 1981

- The Banksias, 1981-2002, con Celia Rosser

- The Banksia Book, 1984

- An Introduction to the Proteaceae of Western Australia, 1985

- Flora of Australia: Volume 3 : Hamamelidales to Casuarinales. Ed. 	Australian Government Publishing Service, 219 pp. 1989 ISBN 064207013X, ISBN 9780642070135 1989

- Notes on Banksia L.f. (Proteaceae), 1996

- Wildflowers of Southern Western Australia, 1996, con Margaret G. Corrick & Bruce A. Fuhrer

- Banksia en Flora of Australia: Vol. 17B: Proteaceae 3: Hakea a Dryandra, 1999

- Dryandra en Flora of Australia: Vol. 17B: Proteaceae 3: Hakea a Dryandra, 1999

- William Dampier en Nueva Holanda: Australia's First Natural Historian

- The Long Dry: Bush Colours of Summer and Autumn in South-Western Australia